# 3e Kings
Circonscription électorale provinciale du Canada
3e Kings était une circonscription électorale dans la province canadienne de l'Île-du-Prince-Édouard, qui élisait deux membres à l'Assemblée législative de l'Île-du-Prince-Édouard de 1873 à 1993.

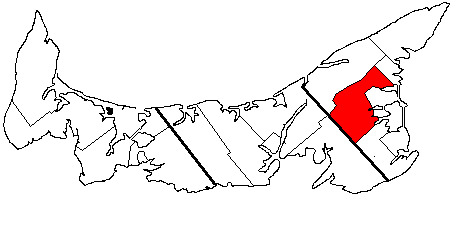
Carte démontrant la circonscription électorale de 3e Kings

Le district contenait la partie centrale-ouest du comté de Kings.

## Membre de l'Assemblée législative

### Deux membres de 1873 à 1893
|  | Années    | Membre             | Parti        |
|  | --------- | ------------------ | ------------ |
|  | 1873-1876 | L. C. Owne         | Conservateur |
|  | 1876-1879 | John G. Scrimgeour |              |
|  | 1879-1883 | Donald Ferguson    | Conservateur |
|  | 1883-1886 | Peter McLaren      | Conservateur |
|  | 1886-1893 | Cyrus Shaw         | Conservateur |

|  | Années    | Membre             | Parti        |
|  | --------- | ------------------ | ------------ |
|  | 1873-1873 | A. C. MacDonald    |              |
|  | 1873-1876 | J. E. McDonald     | Conservateur |
|  | 1876-1883 | James E. MacDonald | Conservateur |
|  | 1883-1886 | John McDougall     | Conservateur |
|  | 1886-1890 | H. L. McDonald     | Conservateur |
|  | 1890-1893 | J. E. McDonald     | Conservateur |

### Deux membres (député et conseiller) de 1893 à 1996

#### Député
|  | Années    | Membre                   | Parti        |
|  | --------- | ------------------------ | ------------ |
|  | 1893-1900 | Cyrus Shaw               | Conservateur |
|  | 1900-1902 | Malcolm McDonald         | Libéral      |
|  | 1902-1912 | Walter O. A. Morson      | Conservateur |
|  | 1912-1923 | John A. Dewar            | Conservateur |
|  | 1923-1927 | Leslie S. Hunter         | Conservateur |
|  | 1927-1931 | John Mustard             | Libéral      |
|  | 1931-1935 | Leslie S. Hunter         | Conservateur |
|  | 1935-1943 | John Mustard             | Libéral      |
|  | 1943-1947 | Leslie S. Hunter         | Conservateur |
|  | 1947-1951 | Joseph G. Campbell       | Libéral      |
|  | 1951-1955 | John A. MacDonald        | Conservateur |
|  | 1955-1959 | Joseph G. Campbell       | Libéral      |
|  | 1959-1970 | Thomas A. Curran         | Conservateur |
|  | 1970-1981 | William Bennett Campbell | Libéral      |
|  | 1981-1989 | A. A. Joey Fraser        | Conservateur |
|  | 1989-1996 | Peter V. Doucette        | Libéral      |

#### Conseiller
|  | Années    | Membre             | Parti        |
|  | --------- | ------------------ | ------------ |
|  | 1893-1904 | James E. McDonald  | Conservateur |
|  | 1904-1904 | Patrick Kelly      |              |
|  | 1904-1908 | Patrick D. Bowland | Libéral      |
|  | 1908-1912 | John D. MacDonald  | Conservateur |
|  | 1912-1915 | John A. MacDonald  | Conservateur |
|  | 1915-1923 | James J. Johnstone | Libéral      |
|  | 1923-1926 | John A. MacDonald  | Conservateur |
|  | 1926-1927 | H. Frank MacPhee   |              |
|  | 1927-1931 | Thomas V. Grant    | Libéral      |
|  | 1931-1935 | H. Francis MacPhee | Conservateur |
|  | 1935-1939 | Stephen S. Hessian | Libéral      |
|  | 1939-1945 | H. Francis MacPhee | Conservateur |
|  | 1945-1947 | John A. MacDonald  |              |
|  | 1947-1959 | Keir Clark         | Libéral      |
|  | 1959-1966 | Douglas McGowan    | Conservateur |
|  | 1966-1970 | Preston D. MacLure | Conservateur |
|  | 1970-1982 | A. E. Bud Ings     | Libéral      |
|  | 1982-1989 | Peter MacLeod      | Conservateur |
|  | 1989-1996 | Roberta Hubley     | Libéral      |